# Samische Wahlkreise in Norwegen

Karte der samischen Wahlkreise
Østre valgkrets
Ávjovári valgkrets
Nordre valgkrets
Gáisi valgkrets
Vesthavet valgkrets
Sørsamisk valgkrets
Sør-Norge valgkrets

Seit 2009 gibt es sieben samische Wahlkreise für die Wahlen der Abgeordneten des norwegischen Sametings. Aus diesen sieben Wahlkreisen werden insgesamt 39 Abgeordnete gewählt.

## Liste der Wahlkreise
Vor der Sametingswahl im Jahr 2009 war Norwegen in 13 samische Wahlkreise eingeteilt gewesen. Die Grenzen der heutigen Wahlkreise basieren nicht mehr auf den Grenzen zwischen den Fylkern, sondern auf traditionellen samischen Kulturgrenzen, Gemeindegrenzen und der Verteilung der Wahlberechtigten im Land. Aufgrund der Kommunal- und Regionalreform in Norwegen kam es im Juni 2020 zu einer Gesetzesänderung, in der die Wahlkreise unter Berücksichtigung der neuen Grenzen eingeteilt wurden.
| Nummer | norwegischer Name   | samischer Name                                     | Fylke           | Kommunen |
| ------ | ------------------- | -------------------------------------------------- | --------------- | --- |
| 1      | Østre valgkrets     | Nuortaguovllu válgabiire                           | Finnmark        | Sør-Varanger, Nesseby, Vadsø, Vardø, Båtsfjord, Tana, Berlevåg, Lebesby, Gamvik                                                                                                   |
| 2      | Ávjovári valgkrets  | Ávjovári válgabiire                                | Finnmark        | Karasjok, Kautokeino, Porsanger |
| 3      | Nordre valgkrets    | Davveguovllu válgabiire                            | Finnmark, Troms | Nordkapp, Måsøy, Hammerfest, Alta, Hasvik, Loppa, Skjervøy, Kvænangen, Nordreisa                                                                                                  |
| 4      | Gáisi valgkrets     | Gáiseguovllu válgabiire                            | Troms           | Kåfjord, Storfjord, Lyngen, Karlsøy, Tromsø, Balsfjord, Målselv, Bardu, Senja, Sørreisa                                                                                           |
| 5      | Vesthavet valgkrets | Viestarmera válggabijrra, Viesttarmeara válgabiire | Troms           | Dyrøy, Salangen, Lavangen, Gratangen, Tjeldsund, Ibestad, Harstad, Kvæfjord |
| 5      | Vesthavet valgkrets | Viestarmera válggabijrra, Viesttarmeara válgabiire | Nordland        | Andøy, Beiarn, Bø, Bodø, Evenes, Fauske, Flakstad, Hadsel, Hamarøy, Lødingen, Meløy, Moskenes, Narvik, Øksnes, Røst, Saltdal, Sørfold, Sortland, Steigen, Værøy, Vågan, Vestvågøy |
| 6      | Sørsamisk valgkrets | Åarjel-Saepmie veeljemegievlie                     | Nordland        | alle nicht in Wahlkreis 5 liegenden Kommunen |
| 6      | Sørsamisk valgkrets | Åarjel-Saepmie veeljemegievlie                     | Trøndelag       | alle Kommunen |
| 6      | Sørsamisk valgkrets | Åarjel-Saepmie veeljemegievlie                     | Innlandet       | Engerdal, Rendalen, Os, Tolga, Tynset, Folldal |
| 6      | Sørsamisk valgkrets | Åarjel-Saepmie veeljemegievlie                     | Møre og Romsdal | Surnadal, Sunndal |
| 7      | Sør-Norge valgkrets | Lulli-Norgga válgabiire                            | Innlandet       | alle nicht in Wahlkreis 6 liegenden Kommunen |
| 7      | Sør-Norge valgkrets | Lulli-Norgga válgabiire                            | Møre og Romsdal | alle nicht in Wahlkreis 6 liegenden Kommunen |
| 7      | Sør-Norge valgkrets | Lulli-Norgga válgabiire                            | Agder           | alle Kommunen |
| 7      | Sør-Norge valgkrets | Lulli-Norgga válgabiire                            | Akershus        | alle Kommunen |
| 7      | Sør-Norge valgkrets | Lulli-Norgga válgabiire                            | Buskerud        | alle Kommunen |
| 7      | Sør-Norge valgkrets | Lulli-Norgga válgabiire                            | Oslo            | Oslo |
| 7      | Sør-Norge valgkrets | Lulli-Norgga válgabiire                            | Rogaland        | alle Kommunen |
| 7      | Sør-Norge valgkrets | Lulli-Norgga válgabiire                            | Telemark        | alle Kommunen |
| 7      | Sør-Norge valgkrets | Lulli-Norgga válgabiire                            | Vestfold        | alle Kommunen |
| 7      | Sør-Norge valgkrets | Lulli-Norgga válgabiire                            | Vestland        | alle Kommunen |
| 7      | Sør-Norge valgkrets | Lulli-Norgga válgabiire                            | Østfold         | alle Kommunen |

## Mandate
Insgesamt werden bei den Sametingswahlen 39 Abgeordnete gewählt. Jedem Wahlkreis sind zwei Mandate fest zugeteilt. Die weiteren 25 Mandate werden anhand der Anzahl der Wahlberechtigten eines Wahlkreises bestimmt. Des Weiteren ist gesetzlich festgelegt, dass der Wahlkreis Sør-Norge (deutsch Südnorwegen) nach dieser Verteilung der 25 verbliebenen Mandate nicht mehr Mandate erhalten solle, als er bekäme, wenn alle 39 Mandate verhältnismäßig verteilt werden würden. Wahlberechtigt sind sämtliche im Sametingets valgmanntall registrierten Samen.
| Nummer | Wahlkreis           | Wahlberechtigte (2019) | Mandate | Mandate | Mandate |
| Nummer | Wahlkreis           | Wahlberechtigte (2019) | 2017    | 2021    | 2025    |
| ------ | ------------------- | ---------------------- | ------- | ------- | ------- |
| 1      | Østre valgkrets     | 2366                   | 5       | 5       | 5       |
| 2      | Ávjovári valgkrets  | 3642                   | 8       | 7       | 6       |
| 3      | Nordre valgkrets    | 2731                   | 6       | 6       | 6       |
| 4      | Gáisi valgkrets     | 2745                   | 5       | 6       | 6       |
| 5      | Vesthavet valgkrets | 1923                   | 5       | 5       | 5       |
| 6      | Sørsamisk valgkrets | 1299                   | 4       | 4       | 4       |
| 7      | Sør-Norge valgkrets | 3397                   | 6       | 6       | 7       |
| –      | Norwegen            | 18.103                 | 39      | 39      | 39      |